# 역학 (철학)
역학(易學)이란 고대 동북아시아에서 발전되어 온 학문으로, 우주론적인 철학이다. 역학은 주역(周易)을 근간으로 하고 있으며, 유교의 우주론을 이해하는 데에 있어 필수적인 학문이다. 점술로 이용하는 사람들이 있긴 하지만, 역사적으로 볼 때 역학은 우주론의 틀로써 이용되어 왔다.

## 역학의 용어
- 음양
- 오행
- 주역
- 팔괘
- 천문역학
- 상수학
- 삼극